# Рассвет зулусов
«Рассвет зулусов» (англ. Zulu Dawn) — американский фильм 1979 года, военная драма о начале англо-зулусской войны и битве при Изандлване в 1879 году. Автором сценария выступил Сай Эндфилд, написавший сценарий по своей книге, и Энтони Стори. Режиссёр — Дуглас Хикокс. Композитор — Элмер Бернстайн. Фильм является приквелом к фильму 1964 годы «Зулусы» посвящённому событиям битвы за миссию Роркс-Дрифт, автором сценария и режиссёром также выступил Сай Эндфилд.

## Описание сюжета
Январь 1879 года. Руководители британской Капской колонии в Южной Африке лорд Челмсфорд и сэр Генри Фрер решают сокрушить Страну Зулусов, которую воспринимают как угрозу колонии с её развивающейся экономикой. Британцы отправляют правителю зулусов Кетчвайо ультиматум с требованием распустить зулусскую армию и наказывать своих подданных только после суда. Кетчвайо отказывается, заявляя, что его войско никогда не перейдёт реку, разделяющую британские и зулусские владения. Челмсфорд ведёт армию к реке. К его войску присоединяются местные добровольцы. Британцы переправляются через реку, кавалерия уничтожает небольшой дозор зулусов. Кетчвайо собирается сражаться, несмотря на несобранный урожай. Британский маркитант натыкается на войско зулусов, предводитель отряда Ухама приказывает группе зулусов преследовать британца, попасть в плен и под пытками «сознаться», что армия зулусов находится на востоке и имеет низкий боевой дух. Однако британские командиры не верят зулусам: воины не истощены, а их командующему невыгодно держать армию в гористой местности. Челмсфорд разбивает лагерь у горы Изандлвана и с половиной войска отправляется к Улунди, оставив в лагере полковника Пулейна и подошедшего на помощь полковника Дарнфорда, который проигнорировал приказ защищать границы колонии с вверенным ему войском. Пленным зулусам удаётся убить охранника и бежать, они уведомляют своё командование о местонахождении британцев и о разделении их сил.
Пока Челсфорд и его штаб собираются с шиком пообедать на вершине горы, Пуллейн посылает на разведку своего адъютанта лейтенанта Верекера, который обнаруживает на севере главные силы противника. Зулусы немедленно переходят в общее наступление. Верекер успевает предупредить Пулейна, британцы готовятся к бою. Однако они собираются действовать как в бою против европейской армии, что становится фатальной ошибкой. Большие отряды зулусов, невзирая на огонь британцев, рвутся вперёд, сметая разрозненные шеренги пехоты, у которой заканчиваются патроны и врываются в лагерь. Происходит разгром и полное истребление британцев. Квартирмейстер не успевает вскрывать запечатанные коробки и раздавать патроны, после шального выстрела зулусов телега с боеприпасами взлетает на воздух. Пулейн приказывает лейтенанту Мелвилу спасать знамя, но кучка британских всадников погибает, наткнувшись на отряд зулусов, которые с радостью несут захваченное знамя своему правителю. Придавленный лошадью Верекер тем не менее собирается с силами и метким выстрелом скашивает знаменосца, упавшее в реку знамя уносит течением.
Вечером подавленный Челмсфорд прибывает в уничтоженный лагерь, буквально заваленный трупами. Торжествующие зулусы волокут трофейные пушки в Улунди.

## В ролях
Британцы:
- Питер О’Тул — лорд Челмсфорд.
- Берт Ланкастер — полковник Энтони Дарнфорд.
- Денхолм Эллиотт — полковник Пуллейн.
- Джеймс Фолкнер — лейтенант Мелвилл.
- Кристофер Кейзнов — лейтенант Кохилл.
- Саймон Вард — лейтенант Верекер.
- Боб Хоскинс — сержант-майор Уильямс.
- Питер Вон — квартирмейстер Блумфилд.
- Фил Дэниелс — горнист Паллен.
- Майкл Джейстон — полковник Крилок.
- Рональд Пикап — лейтенант Харфорд.
- Рональд Лейси — военный корреспондент Норрис Ньюман из The Standard.
- Джон Миллс — сэр Генри Фрер, британский высокий комиссар по Южной Африке.

Зулусы:
- Саймон Сабела — король Кетчвайо.
- Кен Джампу — Манчонга, британский парламентёр.
- Абе Темба — Ухама, военачальник зулусов
- Гилберт Тиабане — Байел, пленный зулус.

## Реакция
Несмотря на значительный бюджет фильма и намерение дополнить весьма успешный фильм «Зулусы», «Рассвет зулусов» не был хорошо принят и не имел больших кассовых сборов.